# Seria (archiwistyka)
Seria – szereg jednostek archiwalnych w zespole (zbiorze) archiwalnym stanowiących pewną całość, usystematyzowaną i uporządkowaną pod względem treści lub formy zewnętrznej. Podział zespołu (zbioru) na serie jest ustalany po przejrzeniu zawartości zespołu (zbioru). Układ serii może wynikać ze związków zachodzących między dokumentami ze względu na ich pochodzenie, gromadzenie lub wykorzystywanie. W przypadku uporządkowanego zespołu należy zachować układ serii zaproponowany przez twórcę.